# Karl Wilfert der Ältere
Karl Wilfert sen. (* 8. April 1847 in Schönfeld, Böhmen; † 15. Juli 1916 in  Eger oder Karlsbad) war ein deutsch-böhmischer Steinmetz und Bildhauer.

## Leben und Wirken
Karl Wilfert war zunächst Weber in Schönfeld, erst im Jahr 1873 begann er seine Tätigkeit als Steinmetz. Er studierte dann an der Handwerksschule in Stuttgart und war ab 1877 in der Stadt Eger (heute Cheb) als Bildhauer und Restaurator tätig. Mit der Schaffung von Kaiser-Josef-II.-Denkmälern für verschiedene Orte, z. B. Úšovice (Auschowitz, 1874), Luby (Schönbach), Nejdek (Neudek), Bochov (Buchau) und Cheb (Eger) wurde er bekannt. Danach war er an der Restaurierung der Dekanatskirche St. Nikolaus und St. Elisabeth beteiligt (gotische Fenster und Chor, Steinverzierungen für Portale, Statuen des hl. Nikolaus und der hl. Elisabeth für das Westportal). Zu seinen bekanntesten Werken in Eger gehören die Statue des Kaisers Josef II. (1887) und das Schiller-Denkmal (1892).
Um seine Aufträge an Marmordenkmalen abzuwickeln, reiste er nach Italien, um das Material direkt in Carrara abzuholen, dabei besuchte er auch Florenz und Rom. Er war viele Jahre Stadtrat und im Aufsichtsrat der Böhmischen Escompte-Bank in Eger. In seinen letzten Lebensjahren beschäftigte er sich auch mit der Malerei. Zusammen mit seinem gleichnamigen Sohn Karl Wilfert jun. (1879–1932) hat er an der Wende vom 19. zum 20. Jahrhundert zahlreiche Denkmäler im Egerland geschaffen.

## Werke
Seine bekanntesten Werke sind
- Restaurierung der Dreifaltigkeitssäule auf dem Schlossplatz in Teplitz (Teplice)
- Allegorische Skulpturen der Monate eines Jahres an der Mühlbrunnenkolonnade in Karlsbad (zusammen mit dem Bildhauer Alfred Schreiber) (1881)
- Statue Ecce Homo in Chlum Svaté Maří (Maria Kulm)[5][6]
- Statue des Kaisers Josef II. (1887), ursprünglich auf dem Stadtplatz in Eger (Cheb), jetzt im Kurpark in Franzensbad (Františkovy Lázně) aufgestellt[7][8]
- Denkmal für den Kaiser Josef II. in Buchau (Bochov) (in den 1920er Jahren entfernt)
- Gedenktafel für Johann Wolfgang Goethe an der ehem. Sparkasse in Eger (nach 1945 entfernt)
- Schiller-Denkmal (1892) – eine Schillerbüste aus Laaser Marmor auf einem Syenitsockel im Schiller-Park, jetzt Komenského sady[9]
- Mariensäule (sog. Pestsäule mit barocker Skulpturengruppe) in Stříbro (Mies), Masaryk-Platz, einige Skulpturen wurden 1893/94 durch Karl Wilfert ersetzt.
- Zwei Statuen der Kirchenpatrone (hl. Nikolaus und hl. Elisabeth) an der Westfassade der Kirche St. Nikolaus und St. Elisabeth in Eger (1894)
- Seitenaltar mit dem Relief „Christus am Ölberg“ in der Kirche St. Nikolaus und St. Elisabeth in Eger
- Heiligen-Statuen über dem neoromanischen Portal des Stifts Tepl (Teplá) (1895), nach einem Entwurf des Architekten Josef Schaffer (1862–1938)
- Denkmal für den Arzt, Mineralogen und Geologen Franz Ambrosius Reuß (1761–1830) in Bilin (Bílina) (1897)
- Denkmal (Obelisk) für die Opfer des Preußisch-Österreichischen Krieges und des Ersten Weltkriegs, aus Granit in Sonnenberg (Výsluní) (1897)
- Grabstätte der Familie Jankner mit Allegorien auf dem Friedhof in Eger
- Büste von Bernhard Adler (1753–1810), Gründer des Heilbades Franzensbad (1902)[10][11]

## Bildergalerie

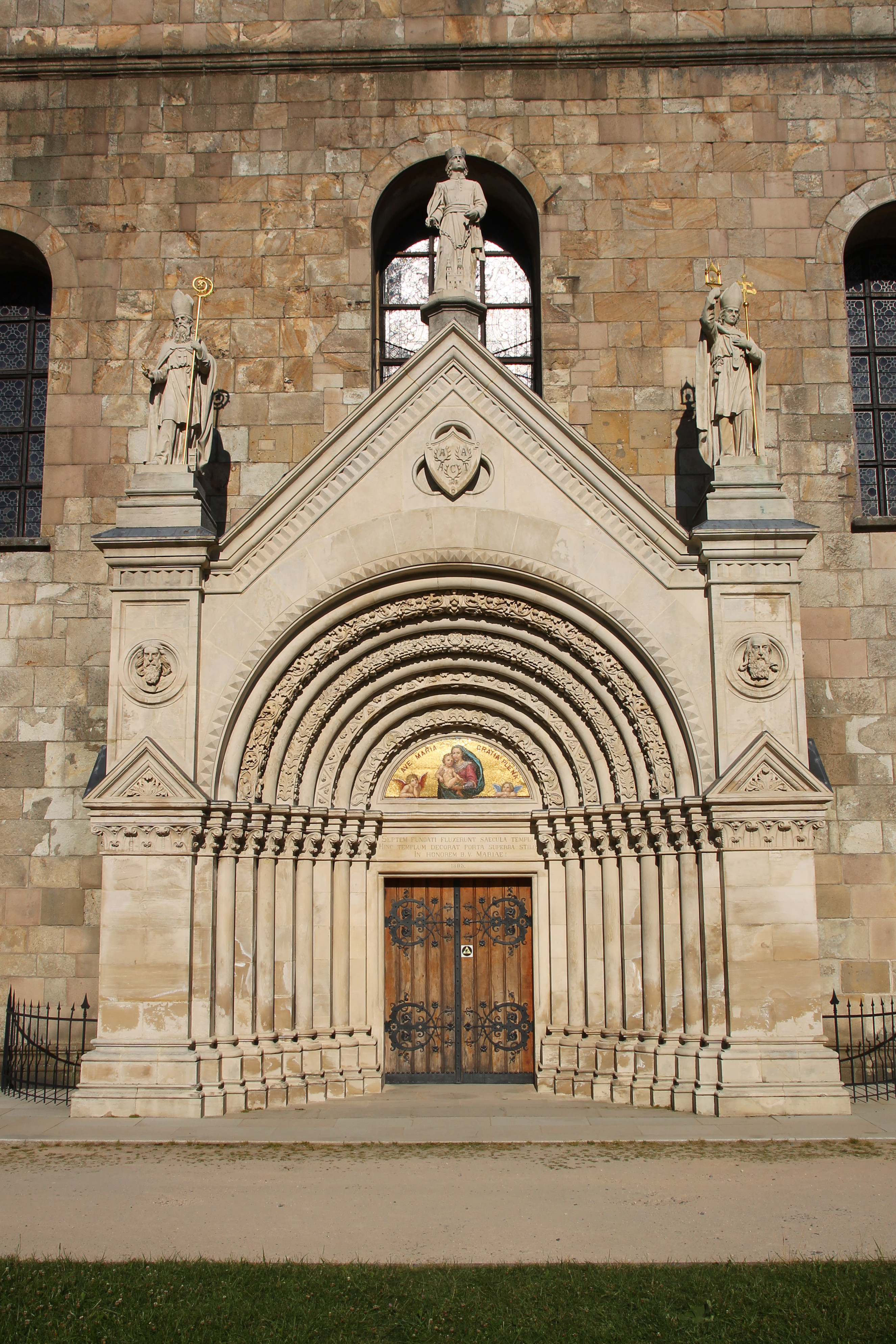
Heiligen-Statuen am neoromanischen Portal des Stifts Tepl
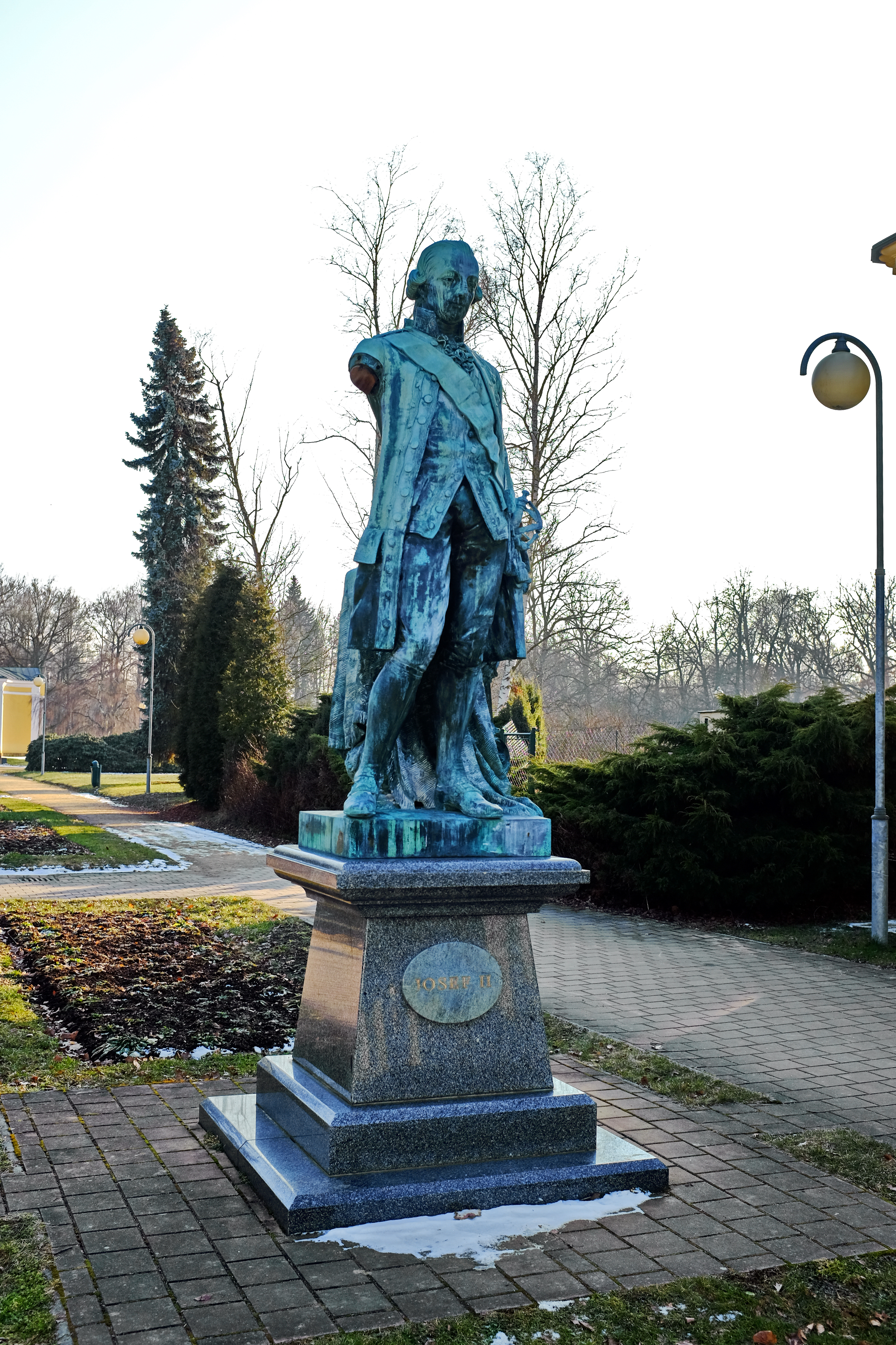
Kaiser Josef II.-Denkmal in Františkovy Lázně
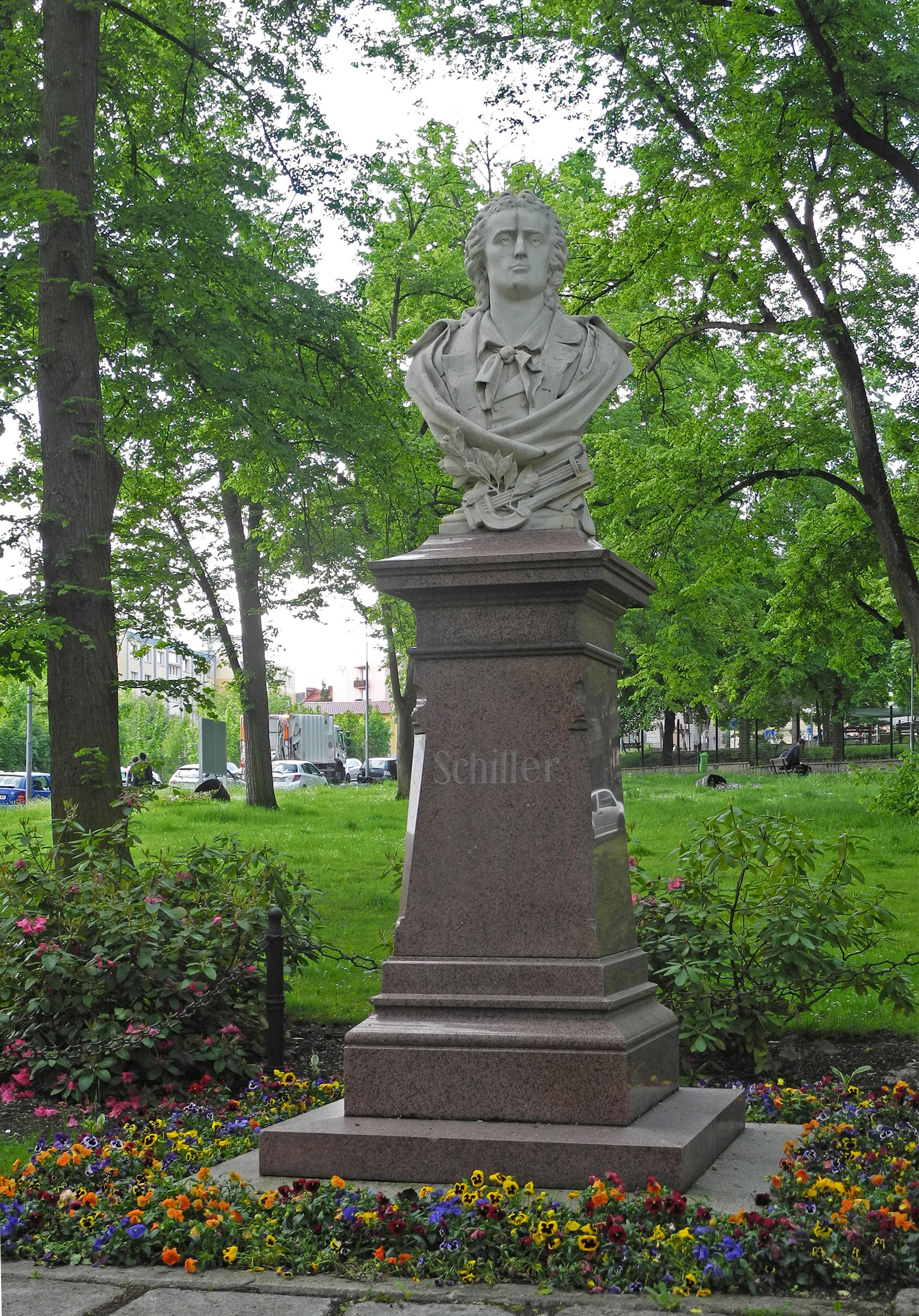
Schiller-Denkmal in Cheb
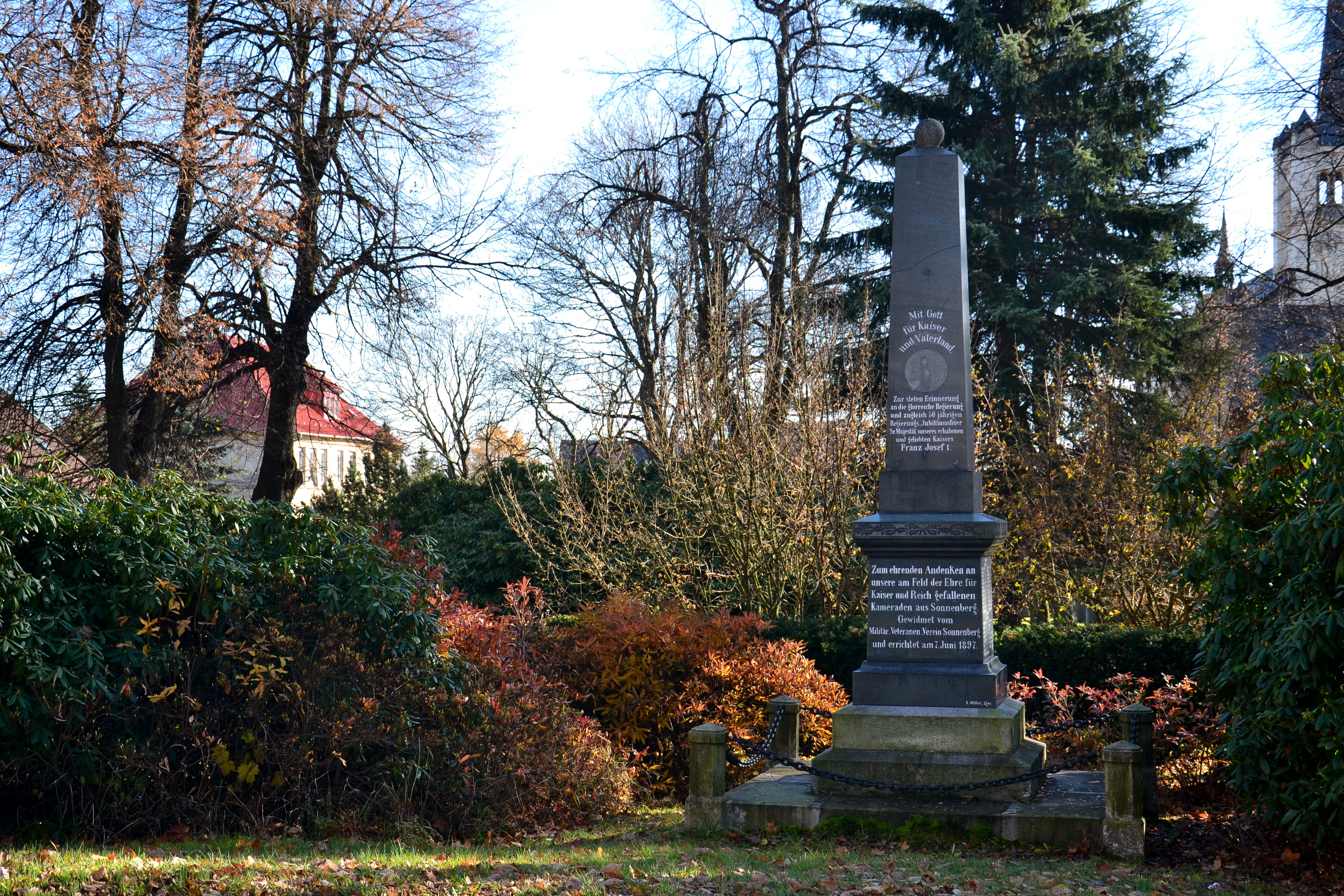
Kriegerdenkmal in Výsluní
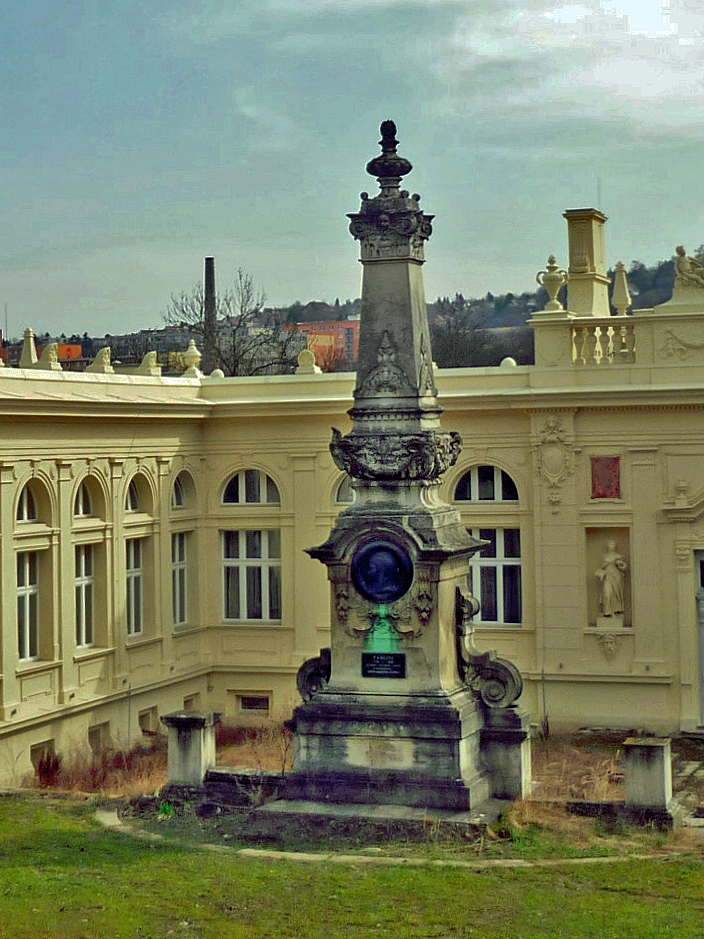
Reuss-Denkmal in Bílina
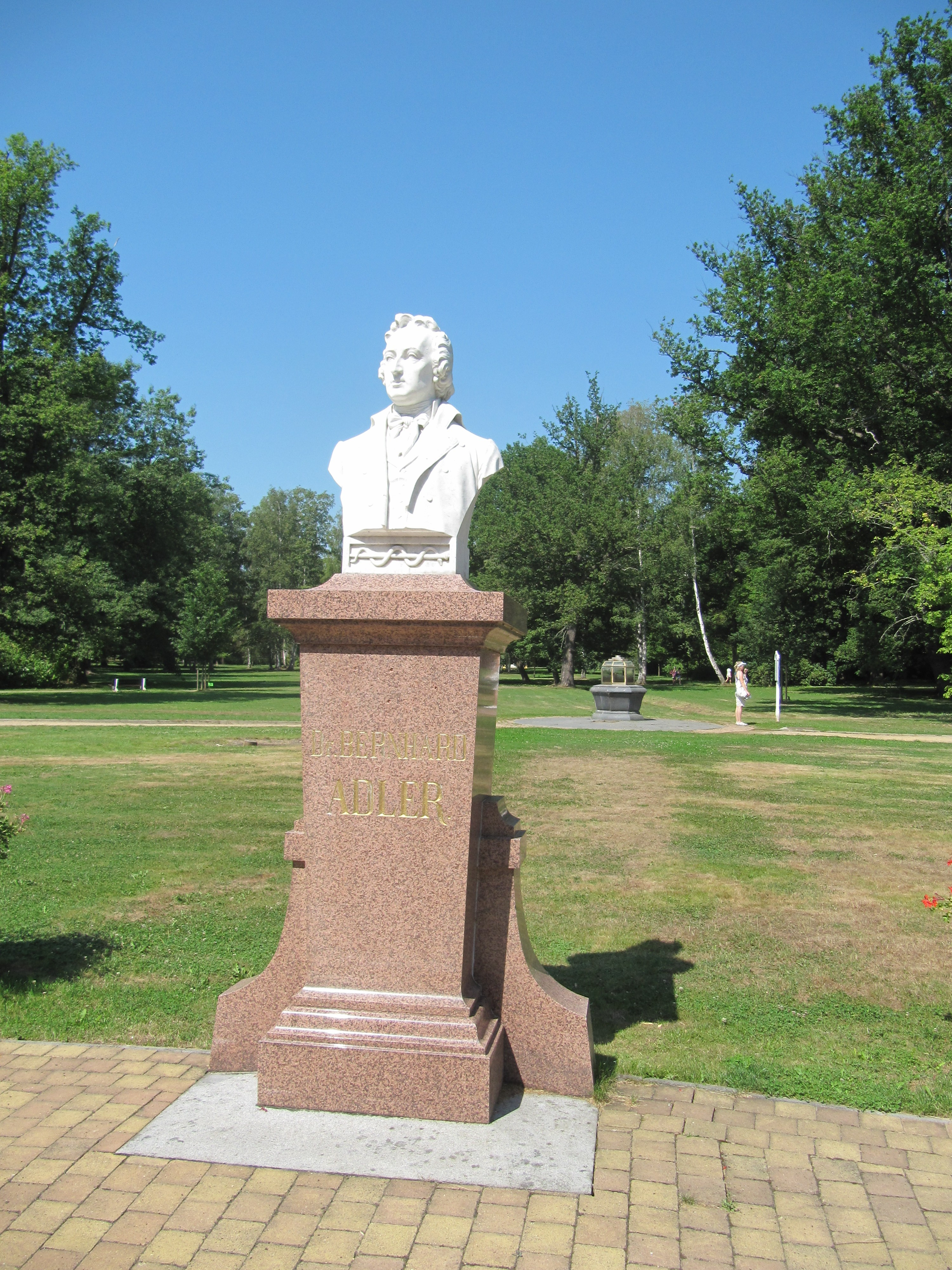
Büste Dr. Adler in Františkovy Lázně (ehemals Franzensbad)
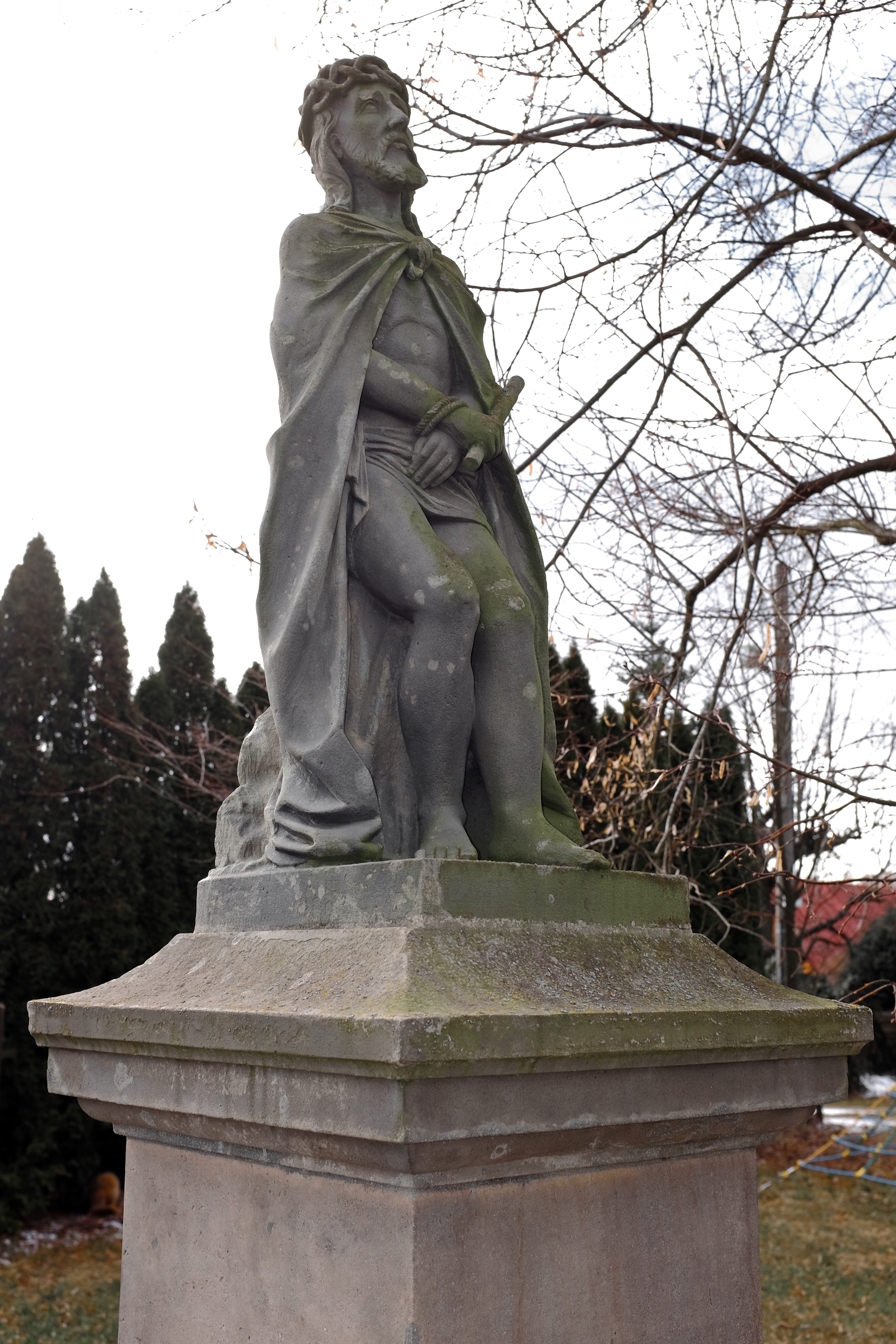
Statue Ecce homo in Chlum Svaté Maří